# Charles Francis Adams, Sr.

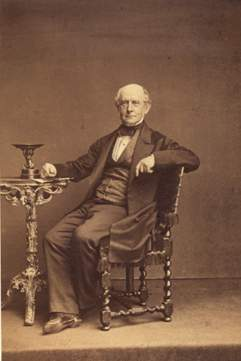
Charles Francis Adams

Charles Francis Adams, Sr. (* 18. August 1807 in Boston, Massachusetts; † 21. November 1886 ebenda) war ein US-amerikanischer Jurist, Diplomat und Politiker. Er war Mitglied der bekannten Familie Adams; die Präsidenten John Quincy Adams und John Adams waren sein Vater bzw. Großvater.

## Leben
Charles F. Adams studierte auf dem Harvard College in Cambridge, wo er 1825 seinen Abschluss machte. 1827 begann er unter Daniel Webster die ersten Versuche als Anwalt, bis er am 6. Januar 1829 seine Zulassung bekam. 1828 ließ er sich in Boston als Anwalt nieder. Nebenbei widmete er sich literarischen Arbeiten und wurde 1831 ins Repräsentantenhaus von Massachusetts gewählt. Von 1835 bis 1840 war er Mitglied des Senats von Massachusetts. 1846 gründete er das politische Journal Boston Whig, das aber nur einige Monate existierte.
1848 stellte ihn die Free Soil Party an der Seite von Martin Van Buren als Kandidaten für die Vizepräsidentschaft auf. 1857 wurde Adams in die American Academy of Arts and Sciences gewählt. Seit 1859 als republikanischer Vertreter von Massachusetts im US-Repräsentantenhaus, wurde er 1861 von Abraham Lincoln zum Botschafter in London ernannt, wo er viel dazu beigetragen hat, den während des Bürgerkrieges drohenden Bruch zwischen Großbritannien und der Union abzuwenden. Im Frühjahr 1868 kehrte Adams nach Massachusetts zurück. Von 1871 bis 1872 war er Mitglied im Genfer Schiedsgericht um die Alabamafrage. 1880 wurde er gewähltes Mitglied der American Philosophical Society.
Aus der 1829 geschlossenen Ehe mit Abigail Brown Brooks (1808–1889) gingen sieben Kinder hervor. Am bekanntesten waren folgende Söhne:
- John Quincy Adams II (1833–1894), Jurist, Offizier und Politiker
- Charles Francis Adams, Jr. (1835–1915), General im Amerikanischen Bürgerkrieg und Präsident der Eisenbahngesellschaft Union Pacific Railroad.
- Henry Adams (1838–1918), Historiker und Kulturphilosoph
- Brooks Adams (1848–1927), Anwalt und Intellektueller

Das Gelände des Wohnhauses der Familie Adams in Quincy bei Boston, auf dem fünf Generationen der politisch einflussreichen Familie lebten, ist als Adams National Historical Park ausgewiesen.